# Rock'n'Rolling Stones
Rock'n'Rolling Stones je kompilacijski album The Rolling Stonesa iz 1972. godine. Album je dosegao 41. mjesto britanske top ljestvice. 

## Popis pjesama
1. "Route 66"
2. "The Under Assistant West Coast Promotion Man"
3. "Come On"
4. "I'm Talking about You"
5. "Bye Bye Johnny"
6. "Down The Road Apiece"
7. "I Just Want to Make Love to You"
8. "Everybody Needs Somebody to Love"
9. "Oh Baby (We Got A Good Thing Goin')"
10. "19th Nervous Breakdown"
11. "Little Queenie" (uživo)
12. "Carol" (uživo)

## Top ljestvice

### Album
| Godina | Ljestvica        | Pozicija |
| ------ | ---------------- | -------- |
| 1972.  | UK Top 50 Albumi | #41      |